# Nadin
Pour les articles homonymes, voir Nadin (homonymie).
Nadin est un village de la municipalité de Benkovac (Comitat de Zadar) en Croatie. Au recensement de 2011, la ville comptait 406 habitants.